# Balenciaga
Balenciaga è una casa di moda ispano-francese, fondata nel 1917 dallo stilista spagnolo Cristóbal Balenciaga a San Sebastián, Spagna. Attualmente ha sede a Parigi.
Definito dal collega Christian Dior come "il maestro di tutti noi", Balenciaga godeva di una elevata reputazione quale couturier. Le sue gonne a campana e le silhouettes moderniste, in particolare, costituivano i tratti distintivi della casa. L'azienda ha chiuso nel 1972 ed è stata rifondata sotto una nuova gestione nel 1986, e dal 2001 il marchio è passato in proprietà alla holding multinazionale francese Kering.

## Storia

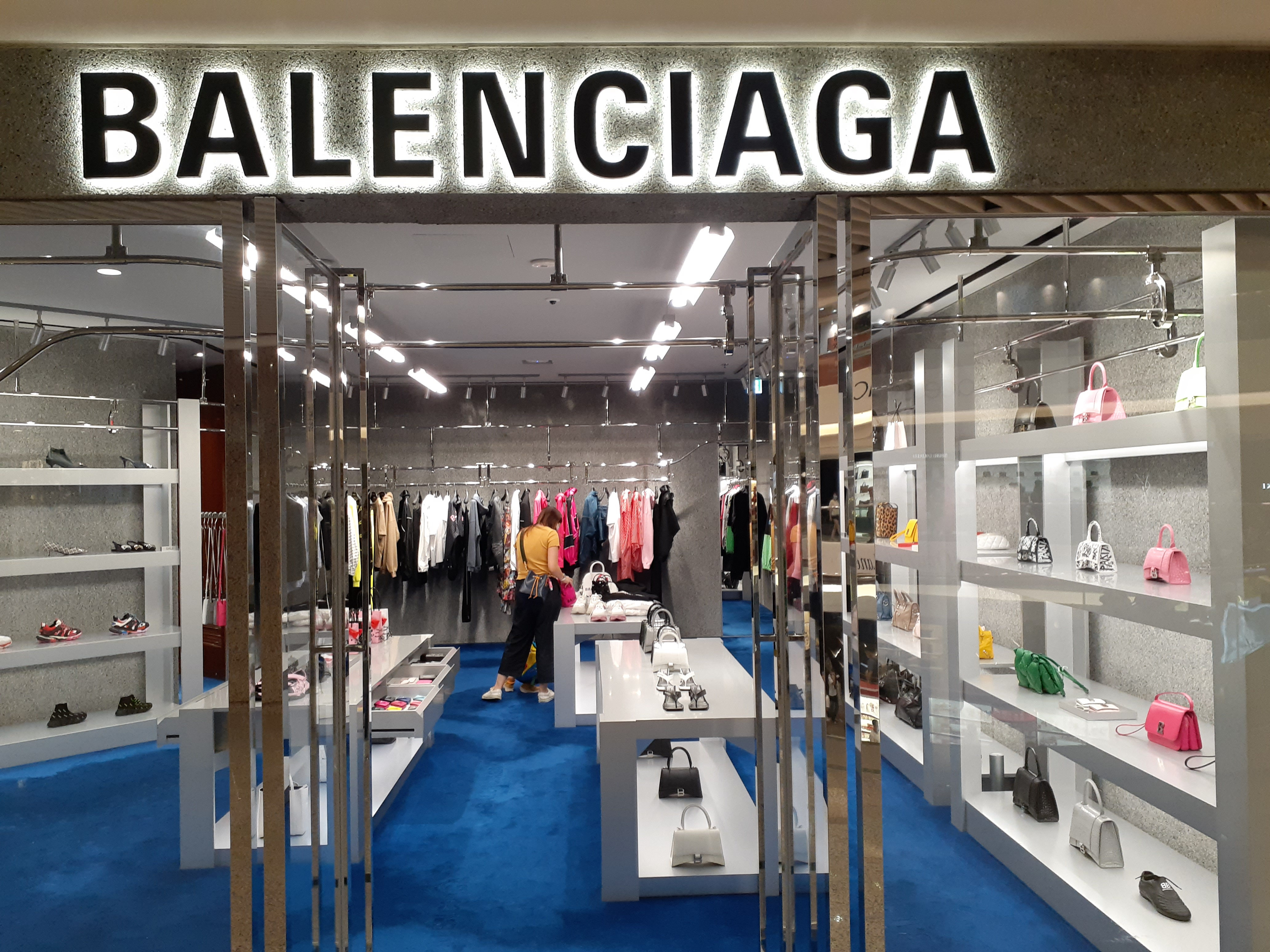
Un negozio in Cina

Cristóbal Balenciaga aprì la sua prima boutique a San Sebastián, nei Paesi Baschi, nel 1917, quindi espandendosi con filiali a Madrid e Barcellona. La famiglia reale spagnola e numerosi aristocratici erano soliti indossare i modelli di Balenciaga, ma quando la guerra civile spagnola lo costrinse a chiudere i suoi negozi, l'artista decise di trasferirsi a Parigi.
Egli aprì pertanto la sua casa di moda parigina sull'Avenue George V nell'agosto 1937, e la sua prima sfilata presentò disegni grandemente influenzati dal Rinascimento spagnolo. Il successo di Balenciaga a Parigi fu quasi immediato: nel giro di due anni, la stampa francese arrivò a tesserne le lodi come rivoluzionario, e i suoi disegni divennero molto ricercati.
I clienti rischiarono persino la propria incolumità per viaggiare in Europa durante la seconda guerra mondiale allo scopo di vedere gli abiti di Balenciaga. Durante questo periodo, l'artista si fece notare per il suo "cappotto a spalla quadrata", con le maniche tagliate in un unico pezzo con il carré, e per i suoi disegni con pizzo nero (o nero e marrone) su tessuto rosa brillante.
Tuttavia, non fu fino agli anni del dopoguerra che la piena misura dell'inventiva dello stilista divenne evidente. Le sue linee divennero più lineari ed eleganti, discostandosi dalla forma a clessidra resa popolare dal "New Look" di Christian Dior. La fluidità delle sue silhouettes gli permise di manipolare il rapporto tra i suoi abiti e i corpi delle donne. Nel 1951 egli trasformò la silhouette, allargando le spalle e rimuovendo la vita; nel 1955 disegnò l'abito a tunica, che poi si sviluppò nell'abito chemise del 1958. Altri contributi nel dopoguerra furono la giacca a palloncino sferica (1953), l'abito baby doll a vita alta (1957), il cappotto cocoon (1957), la gonna a palloncino (1957) e l'abito a sacco (1957). Nel 1959 il suo lavoro culminò nella linea "Empire", con abiti a vita alta e cappotti tagliati come kimono. La sua manipolazione della vita, in particolare, contribuì a "quello che è considerato il suo più importante contributo al mondo della moda: una nuova silhouette per le donne."
Negli anni sessanta, Balenciaga fu un innovatore nell'uso dei tessuti: egli tendeva verso tessuti pesanti, ricami intricati e materiali audaci. I suoi marchi includevano "colletti che si allontanavano dalla clavicola per dare un aspetto da cigno" e maniche "a bracciale" accorciate. Le sue creazioni spesso scarne e scultoree, compresi gli abiti a forma di imbuto di rigido raso duchessa indossati con successo da clienti come Pauline de Rothschild, Marella Agnelli e Mona von Bismarck, furono considerati capolavori di alta moda. Nel 1960 disegnò l'abito da sposa per la regina Fabiola del Belgio, fatto di raso ducale avorio bordato di visone bianco al collo e ai fianchi. Inoltre, l'acquisto da parte di Jackie Kennedy di costose creazioni di Balenciaga fece notoriamente arrabbiare il marito e allora presidente John F. Kennedy, poiché questi temeva che il pubblico americano potesse ritenere che gli acquisti fossero troppo sontuosi, influendo negativamente sulla sua immagine pubblica.
Durante la sua vita, Balenciaga resistette tenacemente alle regole, alle linee guida e allo status borghese della Chambre syndicale de la haute couture parisienne e, quindi, non ne fu mai membro. Anche se si parla di lui con immensa riverenza, quella di Balenciaga non fu mai haute couture (alta moda) in senso tecnico.

### Rilevata da Jacques Bogart

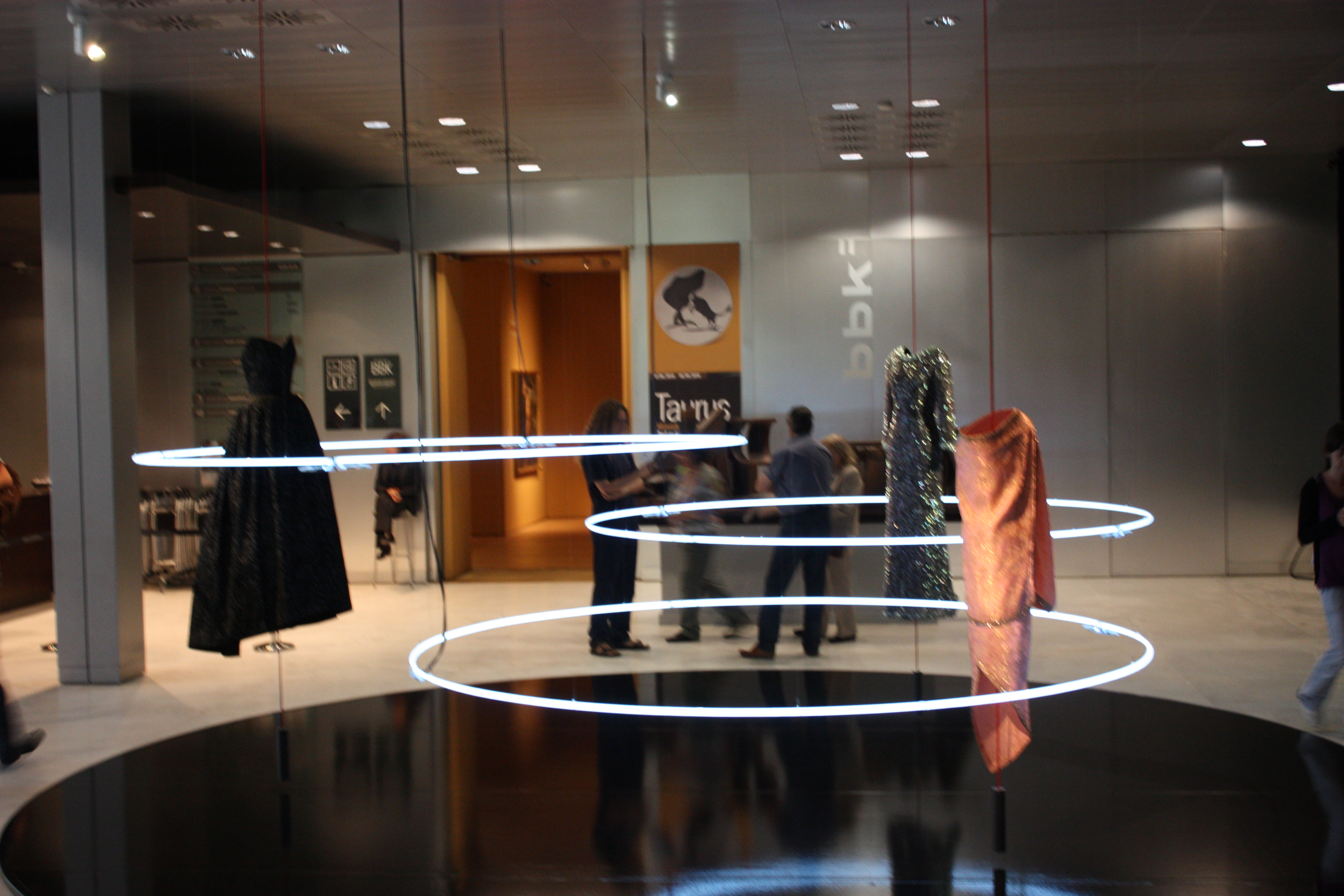
Mostra Balenciaga, Museo delle Belle Arti (Museo de Bellas Artes de Bilbao), Bilbao, Spagna

Cristóbal Balenciaga chiuse la sua casa di moda nel 1968 e morì nel 1972. L'azienda, rimasta inattiva fino al 1986, è stata poi rilevata da Jacques Bogart S.A., che ha aperto una nuova linea di prêt-à -porter, "Le Dix". La prima collezione è stata disegnata da Michel Goma nell'ottobre 1987, rimasto poi a casa per i successivi cinque anni con critiche contrastanti. È stato sostituito nel 1992 dal designer olandese Josephus Thimister che ha iniziato il restauro di Balenciaga allo status di alta moda. Durante il mandato di Thimister, Nicolas Ghesquière si unì come designer di licenze, e alla fine fu promosso a capo designer nel 1997.
Nel 1992 House of Balenciaga ha disegnato gli abiti della squadra francese per le Olimpiadi estive di Barcellona.

### Di proprietà Kering

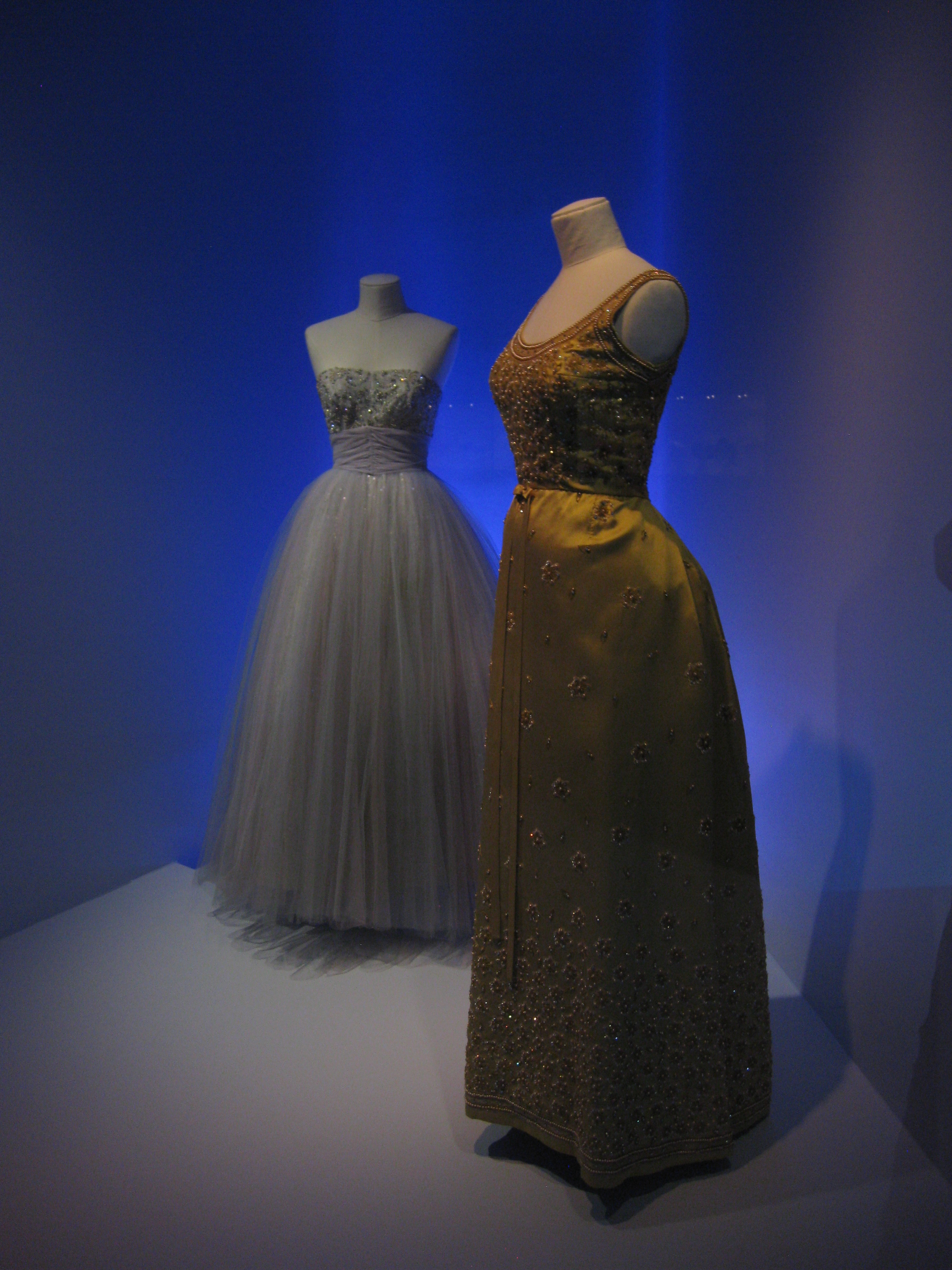
Due abiti disegnati da Cristobál Balenciaga

Balenciaga è dal 2001 di proprietà di Kering, precedentemente noto come PPR, e il suo abbigliamento da donna e da uomo era diretto da Nicolas Ghesquière. Ghesquière, come Balenciaga, è un designer autodidatta, e apprendista di Jean-Paul Gaultier e Agnes B. La fresca interpretazione dei classici di Balenciaga, come la giacca semifit e l'abito a sacco, ha catturato l'attenzione dei media e di celebrità come Madonna e Sinéad O'Connor.
Nel 2002 la star di Balenciaga, Nicolas Ghesquiere, ha imitato il lavoro di Kaisik Wong, un designer di San Francisco. Ghesquiere ha creato un gilet patchwork nella sua collezione primaverile che somigliava a quello disegnato da Wong nel 1973. Ghesquiere ha ammesso in un'intervista a Parigi di aver copiato il capo.
C'era qualche conflitto all'interno della casa di Balenciaga sui modelli di Ghesquiere, con il gruppo Gucci che diceva che se Balenciaga non avesse contribuito a fare profitti nel 2007 lo avrebbero sostituito. La linea F / W 2005 di Ghesquière mostrava che la maison non solo guadagnava, ma attirava anche una serie di clienti famosi, tra cui Anna Wintour, direttrice di Vogue.
La Maison Balenciaga ha disegnato gli abiti indossati da Jennifer Connelly e Nicole Kidman agli Academy Awards 2006, così come l'abito da sposa che Kidman indossava quando ha sposato Keith Urban. Kylie Minogue ha anche indossato un abito Balenciaga per i suoi video musicali " Slow " e " Red Blooded Woman " e per il suo tour di concerti.
Nel maggio 2007, Isabelle Guichot è stata nominata presidente e CEO di Balenciaga, succedendo a James McArthur.
Nel novembre 2012, Balenciaga ha annunciato la separazione, dopo 15 anni, dal direttore creativo Nicolas Ghesquière. Nuovo direttore creativo del marchio è diventato Alexander Wang che ha presentato la sua prima collezione il 28 febbraio 2013 alla settimana della moda di Parigi. Nel 2014 il Tribunal de grande instance di Parigi ha fissato una data di processo per la causa tra Balenciaga e Ghesquière. Balenciaga, di proprietà di Kering, ha affermato che i commenti di Ghesquière sulla rivista System avevano danneggiato l'immagine dell'azienda. La causa, altamente pubblicizzata, è stata mediata in via extragiudiziale.
Nel luglio 2015, Balenciaga ha annunciato, dopo 3 anni, la separazione da Alexander Wang. La sfilata Primavera / Estate 2016 è stata la sua ultima, con abiti da sera bianchi realizzati con tessuti morbidi e naturali. All'inizio di ottobre 2015, il marchio ha annunciato Demna Gvasalia come nuovo direttore creativo.
Nel novembre 2016, Balenciaga ha annunciato la nomina a CEO di Cédric Charbit, che prende il posto di Isabelle Guichot. All'inizio del 2017, Balenciaga ha rilasciato le scarpe Triple S con un design ispirato alle scarpe sportive degli anni '80. Nel 2018 Cédric Charbit ha annunciato che Balenciaga era diventato il marchio in più rapida crescita all'interno del gruppo Kering, davanti a Gucci. Il brand decide all'inizio del 2020 di tornare all'alta moda, 52 anni dopo l'abbandono da parte del couturier, durante le presentazioni dell'estate. Il 22 novembre 2024 la società annuncia la nomina a CEO di Gianfranco Gianangeli, che prenderà il posto di Charbit a partire dal 2 gennaio 2025.
Nel marzo 2025, Balenciaga ha annunciato, dopo dieci anni, la separazione dal direttore creativo Demna Gvasalia. Nelle settimane seguenti la maison ufficializza la nomina di Pierpaolo Piccioli come nuovo direttore creativo, con incarico effettivo a partire dal 10 luglio 2025.

### Toe

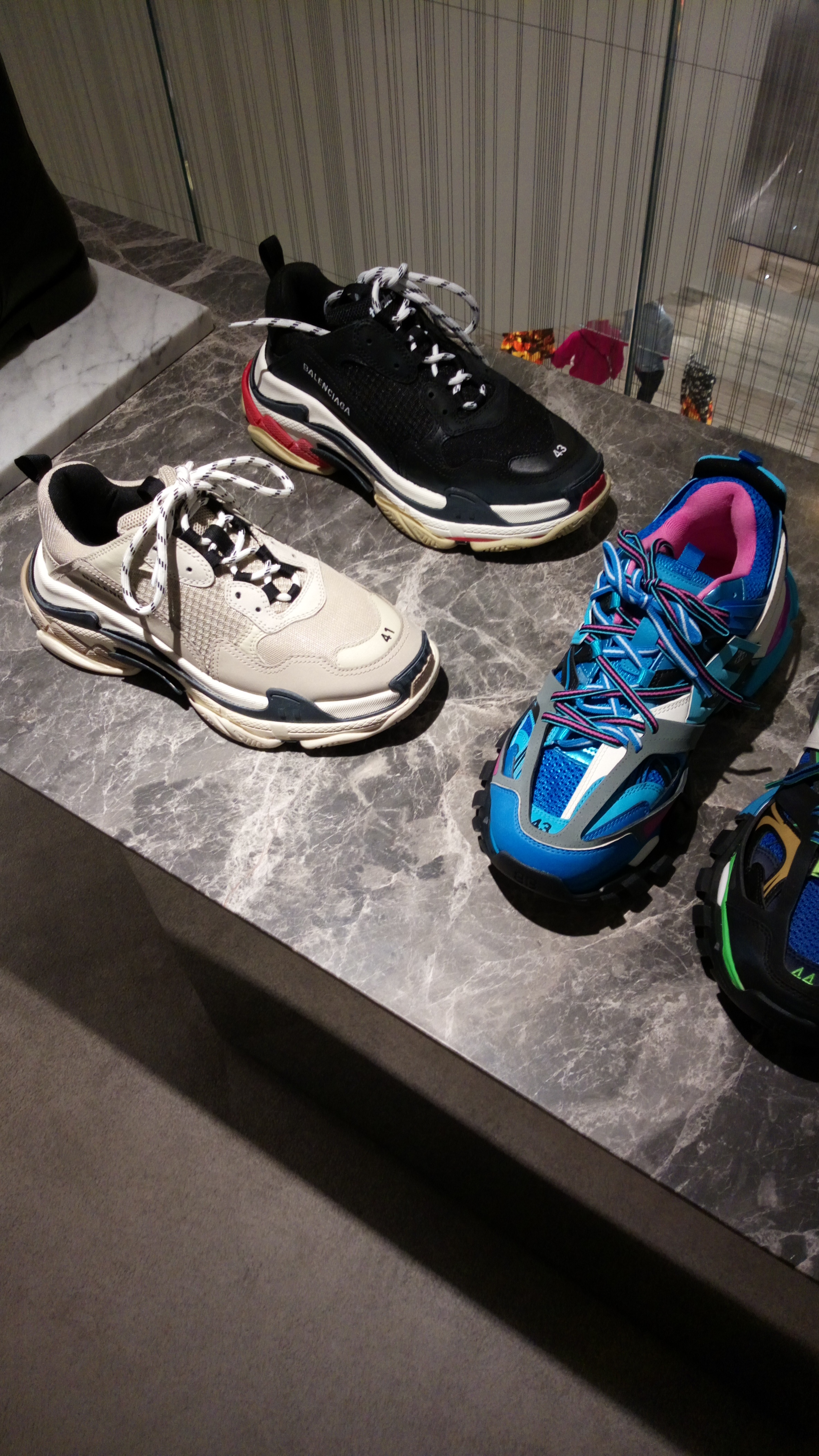
Scarpe sportive di Balenciaga, 2019

Balenciaga sta collaborando dal 2020 con il marchio italiano Vibram, noto tra l'altro per le sue scarpe da punta. Da questa collaborazione vengono commercializzate in edizione limitata a più di 1000 euro, all'inizio di ottobre, diversi modelli di una serie denominata "Toe", in materiali riciclati a forma delle dita dei piedi visti per la prima volta su Instagram dalla cantante Rihanna. Accessori della collezione Autunno-Inverno 2020-2021 di Balenciaga sono stati presentati a marzo, per la scarpa “Toe" si prevede che seguiranno i modelli, "Triple S" e "Track", sebbene le opinioni divergano su queste nuove scarpe.

## Governance

### Amministratori delegati
- 2007-2016: Isabelle Guichot[10]
- 2016-2024: Cédric Charbit[11]
- 2025-in carica: Gianfranco Gianangeli[11]

### Direttori creativi
- 1919-1968: Cristóbal Balenciaga
- 1987-1992: Michel Goma
- 1992-1997: Josephus Thimister
- 1997-2012: Nicolas Ghesquière[6]
- 2013-2015: Alexander Wang[8]
- 2015-2025: Denma Gvasalia[12]

## Nella cultura popolare
Il 29 gennaio 2014, il personaggio di Myrtle Snow grida "Balenciaga!" come le sue ultime parole nel finale di stagione della serie televisiva FX, American Horror Story: Coven.
Il regista Paul Thomas Anderson è stato ispirato a realizzare Phantom Thread quando si è interessato all'industria della moda dopo aver letto del designer Cristóbal Balenciaga.

## Controversie
Nell'aprile 2018, una cliente cinese sarebbe stata aggredita da un gruppo di altri clienti che si erano rifiutati di entrare nel negozio Printemps Balenciaga di Parigi in modo ordinato. La cliente cinese, una signora anziana, ha protestato con il gruppo di clienti, che hanno risposto spintonandola. Un video virale dell'incidente è passato rapidamente attraverso il sito web dei social media cinesi Weibo, che ha fatto infuriare i clienti cinesi e chiedono il boicottaggio della casa di moda.
Il 27 aprile 2018, due giorni dopo l'incidente, la Casa di Balenciaga ha emesso un avviso pubblico e le scuse in merito all'incidente del 25 aprile 2018. La casa di moda apparentemente ha sospeso il personale di gestione presente durante l'incidente e sta lavorando a stretto contatto con la direzione del negozio Printemps per indagare sulla questione.
L'hashtag #BoycottBalenciagaDiscriminatesChinese è stato visto 23 milioni di volte su Weibo a partire da venerdì 27 aprile 2018.